# MNM

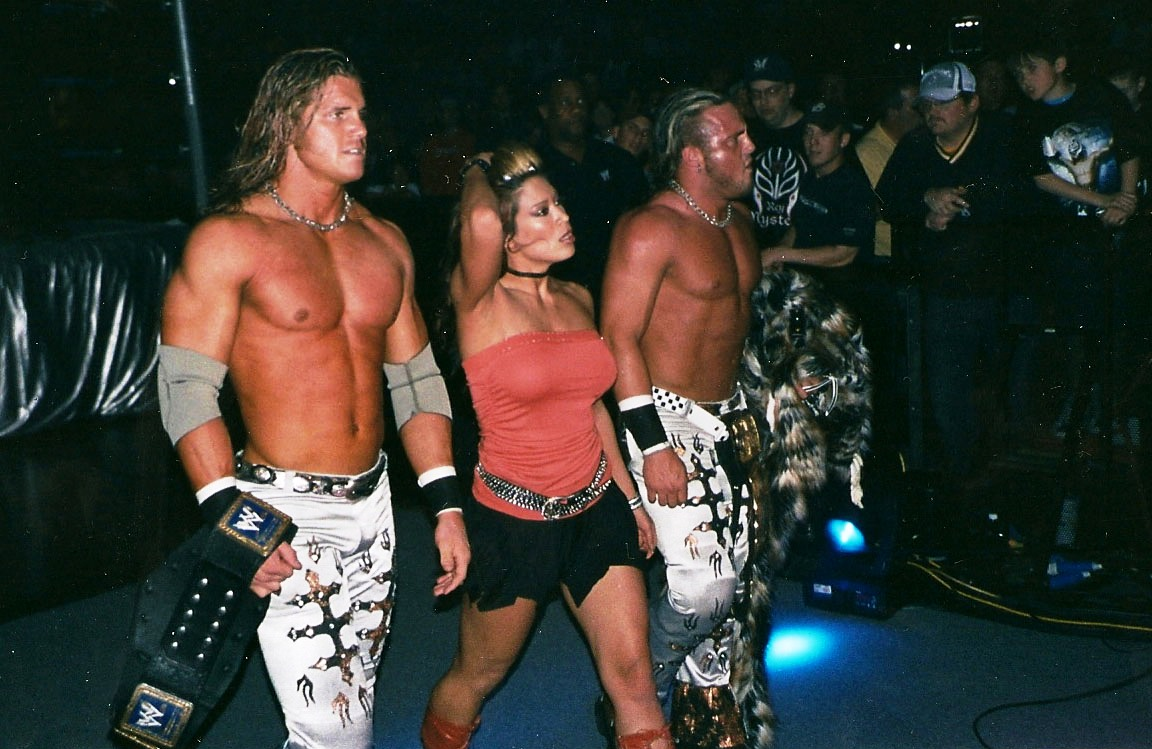
MNM

MNM a fost o echipă de wrestling din promoția World Wrestling Entertainment, formată din wrestlerii Joey Mercury (cunoscut anterior sub numele de Joey Matthews), Johnny Nitro și asistenta acestuia, Melina Perez. În prezent, Nitro evoluează în divizia ECW, Melina evoluează în divizia RAW, în timp ce Mercury a fost concediat de WWE pe data de 26 martie 2007. Înainte de concediere, Mercury a evoluat în divizia SmackDown!.
Numele echipei a fost format din prima literă a numelor celor trei wrestleri.